# Nuklearni receptor
U polju molekularne biologije, nuklearni receptori su klasa proteina koji su prisutni u ćelijama i koji su odgovorni za respons na steroide i tiroidne hormone, kao i niz drugih molekula. Nakon aktivacije, ovi receptori učestvuju zajedno sa drugim proteinima u regulaciji ekspresije specifičnih gena, i na taj način kontrolišu razviće, homeostazu, i metabolizam organizma.
Nuklearni receptori imaju sposobnost direktnog vezivanja za DNK i regulacije izražavanja obližnjih gena, stoga se ovi receptori klasifikuju kao transkripcioni faktori. Do regulacije izražavanja gena nuklearnim receptorima generalno dolazi jedino kad je ligand — molekul koji utiče na ponašanje receptora — prisutan. Specifično, vezivanje liganda za nuklearni receptor dovodi od konformacione promene receptora, što zatim dovodi do aktivacije receptora, posledica toga je povišeno ili umanjeno izražavanje gena.
Jedinstveno svojstvo nuklearnih receptora po čemu se oni razlikuju od drugih klasa receptora je njihova sposobnost da direktno interaguju sa i kontrolišu izražavanje genomske DNK. Konsekventno nuklearni receptori igraju ključne uloge u razviću embriona, kao i u homeostazi odraslih osoba. Kao što je diskutovano ispod, nuklearni receptori se mogu klasifikovati bilo po mehanizmu ili homologiji.

## Distribucija po vrstama
Nuklearni receptori su specifični za metazoane (životinje) i ne nalaze se kod protista, algi, fungi, ili biljki. Među rano-odvojenim životinjskim vrstama sa sekvenciranom genomima, dva su nađena kod sunđera Amphimedon queenslandica, dva kod rebronoše Mnemiopsis leidyi, četiri kod pлакозое Trichoplax adhaerens i 17 kod žarnjaka Nematostella vectensis. Postoji 270 nuklearnih receptora kod samog nematoda C. elegans. Ljudi, miševi, i pacovi respektivno imaju 48, 49, i 47 nuklearna receptora svaki.

## Ligandi
Ligandi koji se vezuju za i aktiviraju nuklearne receptore obuhvataju lipofilne supstance kao što su endogeni hormoni, vitamins A i D, i ksenobiotički endokrini disraptori. Pošto je izražavanje velikog broja gena regulisano nuklearnim receptorima, ligandi koji aktiviraju te receptore mogu da imaju dubuke uticaje na organizam. Mnogi od tih regulisanih gena su povezani sa raznim bolestima, što objašnjava zašto su molekulske mete za približno 13% lekova odobrenih od strane američke Uprave za hranu i lekove (FDA) nuklearni receptori.
Deo nuklearnih receptora se naziva orfanskim receptorima, zato što endogeni ligandi nisu poznati (ili bar ne postoji opšti konsenzus). Neki od tih receptora kao što je FXR, LXR, i PPAR vezuju brojne metaboličke intermedijere, kao što su masne kiseline, žučne kiseline i/ili steroli sa relativno niskim afinitetom. Ovi receptori stoga mogu da funkcionišu kao metabolički senzori. Drugi nuklearni receptori, kao što su CAR i PXR izgleda da funkcionišu kao ksenobiotički senzori koji povišavaju izražavanje citohroma P450, enzima koji metabolišu te ksenobiotike.

## Struktura
Većina nuklearnih receptora ima molekulske mase u opsegu između 50,000 i 100,000 daltona.
Nuklearni receptori imaju modularnu strukturu i sadrže sledeće domene:
- (A-B) N-terminalni regulatorni domen: Sadrži aktivacinu funkciju 1 (AF-1) čije dejstvo je nezavisno od prisustva liganda.[18] Aktivacija transkripcije posredstvom AF-1 je normalno veoma slaba, i ona ne manifestuje sinergističko dejstvo sa AF-2 u E-domenu (vidi ispod) da bi proizvela robustnije pojačanje izražavanja gena. A-B domeni raznih nuklearnih receptora imaju veoma varijabilanu sekvencu.
- (C) DNK-vezujući domen (DBD): Ovaj visoko konzervirani domen sadrži cinkove prste koji se vezuju za specifične sekvence na DNK. One se nazivaju hormonskim responsnim elementima (HRE).
- (D) Hindž region je fleksibilni domen koji povezuje DBD sa LBD. Ovaj domen utiče na intracelularnu razmenu i subcelularnu distribuciju.
- (E) Ligand vezujući domen (LBD): Ovaj domen je između različitih receptora umereno konzerviran u pogledu sekvence i visoko strukturno konzerviran. Tercijarna struktura LBD se naziva alfa heliksnim sendvičnim savijanjem u kome se tri antiparalelna alfa heliksa ("punjenje sendviča") nalaze između dva alfa heliksa na jednoj strani i tri druga na drugoj ("hleb"). Otvor u kome se vezuje ligand je unutar LBD i neposredno ispod tri centralna antiparalelna alfa heliksa sendviča. Zajedno sa DBD, LBD doprinosi dimerizacionom interfejsu receptora. LBD isto takko vezuje koaktivatorske i korepresorske proteine. LBD sadrži aktivacionu funkciju 2 (AF-2), čije dejstvo je zavisno od prisustva vezanog liganda.[18]
- (F) C-terminalni domen: Ovaj domen ima visoko varijabilnu sekvencu.

N-terminal (A/B), DNK-vezujući (C), i ligand vezujući (E) domeni su samostalno dobro savijeni i strukturno su stabilni, dok hindž region (D) i opcioni C-terminalni (F) domen mogu da budu konformaciono fleksibilni i neuređeni. Iz pregleda tri poznate multi-domenske strukture proizilazi da su relativne orijentacije domena veoma različite. Dve od njih se vezuju za DR1, a jedna za DR4.
| DNK vezujući domen (DBD) | DNK vezujući domen (DBD) |
| --- | ------------------------ |
| Kristalografksa struktura dimera DNK-vezujućeg domena ljudskog progesteronskog receptora (ljubičasto i zeleno) u kompleksu sa dvolančanom DNK (purpurnocrveno). Atomi cinka su prikazani kao sive sfere. |                          |
| Identifikatori |                          |
| Simbol | zf-C4                    |
| Pfam | PF00105                  |
| InterPro | IPR001628                |
| SMART | SM00399                  |
| PROSITE | PDOC00031                |
| SCOP | 1hra                     |
| SUPERFAMILY | 1hra                     |
| CDD | cd06916                  |
| Dostupne proteinske strukture: Pfam structures PDB RCSB PDB ; PDBe ; PDBj PDBsum structure summary |                          |
| Dostupne proteinske strukture: |                          |
| Pfam | structures               |
| PDB | RCSB PDB; PDBe; PDBj     |
| PDBsum | structure summary        |

| Dostupne proteinske strukture: | Dostupne proteinske strukture: |
| ------------------------------ | ------------------------------ |
| Pfam                           | structures                     |
| PDB                            | RCSB PDB; PDBe; PDBj           |
| PDBsum                         | structure summary              |

| Ligand-vezujući domen (LBD) | Ligand-vezujući domen (LBD) |
| --- | --------------------------- |
| Kristalografksa struktura ligand vezujućeg domena ljudskog RORγ (u bojama duge, N-terminus = plavo, C-terminus = crveno) u kompleksu sa 25-hidroksiholesterolom (prostorno-popunjavajući model (ugljenik = belo, kiseonik = crveno) i NCOA2 koaktivatorom (purpurnocrveno). |                             |
| Identifikatori |                             |
| Simbol | Hormone_recep               |
| Pfam | PF00104                     |
| InterPro | IPR000536                   |
| SMART | SM00430                     |
| SCOP | 1lbd                        |
| SUPERFAMILY | 1lbd                        |
| CDD | cd06157                     |
| Dostupne proteinske strukture: Pfam structures PDB RCSB PDB ; PDBe ; PDBj PDBsum structure summary |                             |
| Dostupne proteinske strukture: |                             |
| Pfam | structures                  |
| PDB | RCSB PDB; PDBe; PDBj        |
| PDBsum | structure summary           |

| Dostupne proteinske strukture: | Dostupne proteinske strukture: |
| ------------------------------ | ------------------------------ |
| Pfam                           | structures                     |
| PDB                            | RCSB PDB; PDBe; PDBj           |
| PDBsum                         | structure summary              |

## Mehanizam dejstva
Nuklearni receptori su multifunkcionalni proteini koji prenose signale svojih liganda. Nuklearni receptori (NR) se mogu klasifikovati u dve široke klase sledstveno njihovom mehanizmu dejstva i subcelularnoj distribuciji u odsustvu liganda.
Male lipofilne supstance kao što su prirodni hormoni se prenose difuzijom kroz memebrane i vezuju se za nuklearne receptore locirane u citosolu (tip I NR) ili jedru (tip II NR) ćelije. Vezivanje uzrokuje konformacione promene receptora koje u zavisnosti od klase receptora iniciraju specifičnu kaskadu daljih promena kojima se usmerava NR do DNK mesta za regulaciju transkripcije. To dovodi do povišenog ili umanjenog izražavanja gena. Oni generalno funkcionišu kao homo/heterodimeri. Pored toga, dve dodatne klase su isto tako poznate: tip III koja je varijanta tipa I, i tip IV koja vezuje DNK kao monomer.
Nuklearni receptori se mogu podeliti na sledeće četiri mehanističke klase:

### Tip
Vezivanje liganda za nuklearne receptore tipa I u citosolu dovodi do disocijacije proteina toplotnog šoka, homo-dimerizacije, translokacije (i.e., aktivnog transporta) iz citoplazme u jedro, i vezivanja za specifičen DNK sekvence koje su poznate kao hormonski rensponsni elementi (HRE). Nuklearni receptori tipa I se vezuju za HRE, koji se sastoje od dva polumesta razdvojena DNK segmentom varijabilne dužine. Sekvenca drugog polumesta ima invertovanu sekvencu prvog polumesta (invertovano ponavljanje). Nuklearni receptori tipa I obuhvataju članove potfamilije 3, kao što su androgeni receptor, estrogeni receptori, glukokortikoidni receptor, i progesteronski receptor.
Poznato je da neki od nuklearnih receptora potfamilije 2 mogu da se direktno vežu za ponavljanje, umesto HRE invertovanog ponavljanja. Dodatno, pojedini nuklearni receptori se vezuju bilo kao monomeri ili dimeri, i pri tome samo se jedan receptorski domen DNK-vezivanja vezuje za polovinu HRE mesta. Ti nuklearni receptori su uglavnom orfanski receptori, pošto njihovi endogeni ligandi još uvek nisu poznati.
Kompleks nuklearnog receptora i DNK zatim regrutuje druge proteine koji transkribuju nizvodni DNK segment u informacionu RNK i konačno protein, i to dovodi do promena u ćelijskoj funkciji.
Receptori tipa , za razliku od tipa I, se zadržavaju u jedru nezavisno od statusa vezivanja liganda. Osim toga, oni se vezuju kao heterodimeri (obično sa ) za DNK. U odsustvu liganda, nuklearni receptori tipa II su uglavnom u kompleksu sa korepresorskim proteinima. Vezivanje liganda za nuklearne receptore uzrokuje disocijaciju korepresora i regrutovanje koaktivatorskih proteina. Dodatni proteini među kojima su DNK polimeraze se zatim regrutuju na NR/DNK kompleks koji transkribuje DNK u informacionu RNK.
Nuklearni receptori tipa II obuhvataju prvenstveno potfamiliju 1, na primer receptor retinoinske kiseline, retinoidni X receptor i receptor tiroidnog hormona.
Nuklearni receptor tipa III (uglavnom NR potfamilija 2) su slični sa tipom I receptora po tome da se obe klase vezuju za DNK kao homodimeri. Međutim, receptori tipa , za razliku od tipa I, vezuju se za HRE direktnog ponavljanja, umesto HRE invertovanog ponavljanja.
Nuklearni receptori tipa IV se vezuju bilo kao monomeri ili dimeri, ali se samo jedan DNK vezujući domen receptora vezuje za jednu polovinu HRE mesta. Primeri receptora tipa IV se nalaze u većini NR potfamilija.

## Koregulatorni proteini
Nuklearni receptori vezani za elemente hormonskog responsa regrutuju znatan broj drugih proteina (transkripcionih koregulatora) koji olakšavaju ili inhibiraju transkripciju asociranog ciljnog gena u iRNK. Funkcije tih koregulatora su različite i obuhvataju hromatinsko remodelovanje (što čini ciljni gen više ili manje dostupnim za transkripciju) ili funkcija premoštavanja čime se stabilizuje vezivanje drugih koregulatornih proteina. Nuklearni receptori se mogu specifično vezati za brojne koregulatorske proteine, i na tačan oni mogu da utiču na ćelijske mehanizme prenosa signala direktno, kao i indirektno.

### Koaktivatori
Vezivanje agonista za nuklearne receptore indukuje konformacije receptora koje preferentno vezuju koaktivatorske proteine. Ti proteini često imaju intrinsično histonsko acetiltransferazno (HAT) dejstvo, kojom se slabi asocijacija histona i DNK, i stoga se pospešuje transkripcija gena.

### Korepresori
Vezivanje antagonista za nuklearne receptore indukuje konformacione promene receptore koje favorizuju vezivanje korepresorskih proteina. Ti proteini, zatim regrutuju histonske deacetilaze (HDAC), čime se pojačava asocijacija histona i DNK, i na taj način se represuje transkripcija gena.

## Agonizam vs antagonizam
U zavisnosti od receptora, hemijske strukture liganda i tkiva u kome se proces odvija, ligandi nuklearnih receptora mogu da imaju dramatično različite efekte koji su u opsegu od agonizma do antagonizma do inverznog agonizma.

### Agonisti
Aktivnost endogenih liganda (kao što su hormoni estradiol i testosteron) kad su vezani za njihove korespondirajuće nuklearne receptore je normalno da povećavaju izražavanje gena. Ova stimulacija ekspresije gena ligandom se naziva agonističkim responsom. Agonistička dejstva endogenih hormona se mogu oponašati pomoću pojedinih sintetičkih liganda, na primer, agonist glukokortikoidnog receptora je anti-inflamatorni lek  deksametazon. Agonisti deluju putem indukovanja konformacije receptora koja pogoduje vezivanju koaktivatora (pogledajte gornju polovinu slike na desnoj strani).

### Antagonisti
Drugi sintetički ligandi nuklearnih receptora nemaju očiglednog uticaja na transkripciju gena u odsustvu endogenog liganda. Međutim oni blokiraju dejstvo agonista putem konkurentskog vezivanja za isto mesto vezivanja u nuklearnom receptoru.  Ovi ligandi se nazivaju antagonistima. Primer leka koji je antagonist nuclearnog receptora je mifepriston, koji se vezuje za glukokortikoidne i progesteronske receptore i stoga blokira dejstvo endogenih hormona kortizola i progesterona, respektivno. Antagonisti deluju putem indukovanja konformacije receptora koja sprečava vezivanje koaktivatora i pospešuje vezivanje korepresora (pogledajte donju polovinu slike na desnoj strani).

### Inverzni agonisti
Konačno, pojedini nuklear receptori podstiču nizak nivo genske transkripcije u odsustvu agonista (to se naziva bazalnom ili konstitutivnom aktivnošću). Sintetički ligandi koji redukuju taj bazalni nivo aktivnosti nuklearnih receptora su poznati kao inverzni agonisti.

### Selektivni receptorski modulator
Brojni lekovi koji deluju putem nuklearnih receptora ispoljavaju agonistički respons u pojedinim tkivima i antagonistički respons i drugim tkivima. Takvo ponašanje može da bude veoma korisno, pošto ono može da omogući zadržavanje željenog korisnog terapetskog dejstva leka us minimalne neželjene nuspojave. Lekovi sa ovakvim mešovitim agonističkim/antagonističkim profilom dejstva se nazivaju selektivnim receptorskim modulatorima (SRMs). Primeri takvih lekova obuhvataju selektivne modulatore androgenskog receptora (SARM), selektivne modulatore estrogenog receptora (SERM) i selektivne modulatore progesteronskog receptora (SPRM).  Mehanizam dejstva SRM liganda može da varira u zavisnosti od hemijske strukture liganda i receptora. Smatra se da mnogi SRM ligandi deluju putem promovisanja konformacije receptora koja je blisko balansirana između agonizma i antagonizma. U tkivima gde je koncentracija koaktivatorskih proteina viša od korepresorskih, ravnoteža je pomerena u pravcu agonista. Nasuprot tome u tkivima gde korepresori dominiraju, ligand se ponaša kao antagonist.

## Alternativni mehanizmi

### Transrepresija
Najzastupljeniji mehanizam dejstva nuklearnog receptora je putem direktnog vezivanja nuklearnog receptora za DNK element hormonskog responsa. Ovaj mehanizam se naziva transaktivacijom. Međutim neki nuklearni receptori nemaju jedino sposobnost direktnog vezivanja za DNK, nego se isto tako vezuju za druge transkripcione faktore.  Ovo vezivanje često dovodi do deaktivacije drugog transkripcionog faktora u procesu koji je poznat kao transrepresija. Primer nuklearnog receptora koji ima sposobnost transrepresije je glukokortikoidni receptor (GR). Štaviše, pojeini GR ligandi poznati kao selektivni agonisti glukokortikoidnog receptora (SEGRA) imaju sposobnost aktivacije GR na takav način da se GR jače transrepresuje nego što se transaktivira. Time se selektivno povišava separacija između željenog antiinflamatornog dejstva i neželjenih metaboličkih nuspojava tih selektivnih glukokortikoida.

### Negenomski efekti
Za klasična direktna dejstva nuklearnih receptora na regulaciju gena je normalno potrebno više sati pre nego što funkcionalni efekati postanu uočljivi u ćelijama. Do zastoja dolazi zato što postoji veliki broj intermedijarnih koraka između aktivacije nuklearnog receptora i promena u nivoima izražavanja proteina. Međutim uočeno je da se mnogi efekti primene nuklearnih hormona, poput promena aktivnosti jonskih kanala, javljaju nakon nekoliko minuta, što je inkonsistentno sa klasičnim mehanizmom dejstva nuklearnih receptora. Mada molekulske mete tih negenomiskih efekata nuklearnih receptora nisu bile definitivno demonstrirane, pretpostavlja se da postoje varijante nuklearnih receptora koje su asocirane sa membranama, umesto da su locirane u citosolu ili jedru. Isto tako se pretpostavlja da ovi membranski receptori funkcionišu putem alternativnog mehanizma transdukcije signala koji ne učestvuje u regulaciji gena.
Dok postoje hipoteze da postoji nekoliko receptora nuklearnih hormana koji su vezani za membrane, poznato da su za mnoge brze efekte neophodni kanonički nuklearni receptori. Međutim, testiranje relativne važnosti genomskih i negenomskih mehanizama in vivo je bilo onemogućeno odsustvom specifičnih molekulskih mehanizama za negenomske efekte koji bi mogli da budu blokirani mutacijama receptora bez poremećivanje njegovih direktnih dejstava na expresiju gena.
Molekulski mehanizam negenomske signalizacije kroz nuklearni tiroidni hormonski receptor TRβ obuhvata fosfatidilinozitol 3-kinazu (PI3K). Ova signalizacija se može blokirati supstitucijom jednog tirozina sa fenilalaninom u TRβ bez poremećivanja direktne regulacije gena. Kad su miševi kreirani sa tom jednom konzervativnom aminokiselinskom supstitucijom u TRβ, uočeno je da su im sinaptička maturacija i plastičnost u hipokampusu umanjeni skoro jednako efektivno kao i kompletnim blokiranjem sinteze tiroidnog hormona. Postoje indikacije da je ovaj mehanizam konzerviran kod svih sisara, ali ne kod TRα ili drugih nuklearnih receptora. Stoga, fosfotirozinski zavisna asocijacija od TRβ sa PI3K pruža potencijalni mehanizam za integraciju regulacije razvića i metabolizma putem tiroidnog hormona i receptorskih tirozinskih kinaza. Dodatno, tiroidna hormonska signalizacija kroz PI3K može da promeni izražavanje gena.

## Članovi familije
Ovo je spisak 48 poznatih ljudskih nuklearnih receptora kao i nekoliko odabranih orthologa drugih vrsta kategorisanih po homologiji sekvenci. Na listi se nalaze i odabrani članovi porodice kojima nedostaju ljudski ortolozi (istaknuti žutom bojom).
| Potfamilija | Potfamilija                                                         | Groupa | Groupa                                                  | Član                                     | Član                         | Član                                                                                              | Član                | Član                           |
| Potfamilija | Potfamilija                                                         | Groupa | Groupa                                                  | NRNC Simbol                              | Skraćenica                   | Ime                                                                                               | Gen                 | Ligand(i)                      |
| ----------- | ------------------------------------------------------------------- | ------ | ------------------------------------------------------- | ---------------------------------------- | ---------------------------- | ------------------------------------------------------------------------------------------------- | ------------------- | ------------------------------ |
| 1           | Receptori slični tiroidnom hormonskom receptoru                     | A      | Tiroidni hormonski receptor                             |                                          |                              | Tiroidni hormonski receptor-α                                                                     |                     | tiroidni hormon                |
| 1           | Receptori slični tiroidnom hormonskom receptoru                     | A      | Tiroidni hormonski receptor                             | Tiroidni hormonski receptor-β            |                              |                                                                                                   |                     | tiroidni hormon                |
| 1           | Receptori slični tiroidnom hormonskom receptoru                     | B      | Receptor retinoinske kiseline                           |                                          |                              | Receptor-α retinoinske kiseline                                                                   |                     | vitamin A i srodna jedinjenja  |
| 1           | Receptori slični tiroidnom hormonskom receptoru                     | B      | Receptor retinoinske kiseline                           | Receptor-β retinoinske kiseline          |                              |                                                                                                   |                     | vitamin A i srodna jedinjenja  |
| 1           | Receptori slični tiroidnom hormonskom receptoru                     | B      | Receptor retinoinske kiseline                           | NR1B3                                    |                              | Receptor-γ retinoinske kiseline                                                                   |                     | vitamin A i srodna jedinjenja  |
| 1           | Receptori slični tiroidnom hormonskom receptoru                     | C      | Peroksizomnim proliferatorom aktivirani receptor        |                                          |                              | Peroksizomnim proliferatorom aktivirani receptor-α                                                |                     | masne kiseline, prostaglandini |
| 1           | Receptori slični tiroidnom hormonskom receptoru                     | C      | Peroksizomnim proliferatorom aktivirani receptor        | NR1C2                                    |                              | Peroksizomnim proliferatorom aktivirani receptor-β/δ                                              |                     | masne kiseline, prostaglandini |
| 1           | Receptori slični tiroidnom hormonskom receptoru                     | C      | Peroksizomnim proliferatorom aktivirani receptor        | NR1C3                                    |                              | Peroksizomnim proliferatorom aktivirani receptor-γ                                                |                     | masne kiseline, prostaglandini |
| 1           | Receptori slični tiroidnom hormonskom receptoru                     | D      |                                                         |                                          |                              |                                                                                                   |                     | hem                            |
| 1           | Receptori slični tiroidnom hormonskom receptoru                     | D      |                                                         |                                          |                              |                                                                                                   |                     | hem                            |
| 1           | Receptori slični tiroidnom hormonskom receptoru                     | E      | -sličan (zglavkari, metilj, mekušci, valjkasti crvi)    |                                          |                              | Ekdizonom indukovan protein                                                                       |                     |                                |
| 1           | Receptori slični tiroidnom hormonskom receptoru                     | F      | RAR-srodni orfan receptor                               |                                          |                              | -srodni orfan receptor α                                                                          |                     | holesterol,                    |
| 1           | Receptori slični tiroidnom hormonskom receptoru                     | F      | RAR-srodni orfan receptor                               | -srodni orfan receptor β                 |                              |                                                                                                   |                     | holesterol,                    |
| 1           | Receptori slični tiroidnom hormonskom receptoru                     | F      | RAR-srodni orfan receptor                               | -srodni orfan receptor γ                 |                              |                                                                                                   |                     | holesterol,                    |
| 1           | Receptori slični tiroidnom hormonskom receptoru                     | G      | -sličan (nematode)                                      |                                          |                              | Steroidni hormonski receptor                                                                      |                     |                                |
| 1           | Receptori slični tiroidnom hormonskom receptoru                     | H      | Receptori slični jetrenom X receptoru                   |                                          |                              | Ekdizonski receptor, (zglavkari)                                                                  |                     | ecdysteroids                   |
| 1           | Receptori slični tiroidnom hormonskom receptoru                     | H      | Receptori slični jetrenom X receptoru                   |                                          |                              | Jetreni X receptor β                                                                              |                     | oksisteroli                    |
| 1           | Receptori slični tiroidnom hormonskom receptoru                     | H      | Receptori slični jetrenom X receptoru                   | Liver X receptor-α                       |                              |                                                                                                   |                     | oksisteroli                    |
| 1           | Receptori slični tiroidnom hormonskom receptoru                     | H      | Receptori slični jetrenom X receptoru                   | Farnezoidni X receptor                   |                              |                                                                                                   |                     | oksisteroli                    |
| 1           | Receptori slični tiroidnom hormonskom receptoru                     | H      | Receptori slični jetrenom X receptoru                   | [ 47 ]                                   |                              | Farnezoidni X receptor β (pseudogen kod ljudi)                                                    |                     | oksisteroli                    |
| 1           | Receptori slični tiroidnom hormonskom receptoru                     | I      | Receptori slični receptoru vitamina D                   |                                          |                              | Vitamin D receptor                                                                                |                     | vitamin D                      |
| 1           | Receptori slični tiroidnom hormonskom receptoru                     | I      | Receptori slični receptoru vitamina D                   |                                          |                              | Pregnanski X receptor                                                                             |                     | ksenobiotici                   |
| 1           | Receptori slični tiroidnom hormonskom receptoru                     | I      | Receptori slični receptoru vitamina D                   |                                          |                              | Konstitutivni androstanski receptor                                                               |                     | androstan                      |
| 1           | Receptori slični tiroidnom hormonskom receptoru                     | J      | Holestrolni receptor -sličan (izgubljen kod ljudi)      |                                          |                              | Nuklearni hormonski receptor                                                                      |                     | holesterol/dafahronska kiselna |
| 1           | Receptori slični tiroidnom hormonskom receptoru                     | J      | Holestrolni receptor -sličan (izgubljen kod ljudi)      |                                          |                              |                                                                                                   |                     |                                |
| 1           | Receptori slični tiroidnom hormonskom receptoru                     | J      | Holestrolni receptor -sličan (izgubljen kod ljudi)      |                                          |                              |                                                                                                   |                     |                                |
| 1           | Receptori slični tiroidnom hormonskom receptoru                     | K      | -sličan (izgubljen kod ljudi)                           |                                          |                              | Nuklarni hormon receptor                                                                          |                     |                                |
| 2           | Receptori slični retinoidnom X receptoru                            | A      | Hepatocitni nuklearni faktor-4                          |                                          |                              | Hepatocitni nuklearni faktor-4-α                                                                  |                     | masne kiseline                 |
| 2           | Receptori slični retinoidnom X receptoru                            | A      | Hepatocitni nuklearni faktor-4                          | Hepatocitni nuklearni faktor-4-γ         |                              |                                                                                                   |                     | masne kiseline                 |
| 2           | Receptori slični retinoidnom X receptoru                            | B      | Retinoidni X receptor                                   |                                          |                              | Retinoidni X receptor-α                                                                           |                     | retinoidi                      |
| 2           | Receptori slični retinoidnom X receptoru                            | B      | Retinoidni X receptor                                   | Retinoidni X receptor-β                  |                              |                                                                                                   |                     | retinoidi                      |
| 2           | Receptori slični retinoidnom X receptoru                            | B      | Retinoidni X receptor                                   | Retinoidni X receptor-γ                  |                              |                                                                                                   |                     | retinoidi                      |
| 2           | Receptori slični retinoidnom X receptoru                            | B      | Retinoidni X receptor                                   |                                          |                              | Ultraspirčni protein (zglavkari)                                                                  |                     | fosfolipidi                    |
| 2           | Receptori slični retinoidnom X receptoru                            | C      | Testikularni receptor                                   | NR2C1                                    |                              | Testikularni receptor 2                                                                           |                     |                                |
| 2           | Receptori slični retinoidnom X receptoru                            | C      | Testikularni receptor                                   | Testikularni receptor 4                  |                              |                                                                                                   |                     |                                |
| 2           | Receptori slični retinoidnom X receptoru                            | E      |                                                         |                                          |                              | Homolog gena                                                                                      |                     |                                |
| 2           | Receptori slični retinoidnom X receptoru                            | E      | Nuklearni receptor specifičan za fotoreceptorske ćelije |                                          |                              |                                                                                                   |                     |                                |
| 2           | Receptori slični retinoidnom X receptoru                            | F      | /                                                       | NR2F1Retinoinska kiselina                     |                              | Transkirptni faktor kokošijeg ovalbuminskog uzvodnog promotera                                    |                     |                                |
| 2           | Receptori slični retinoidnom X receptoru                            | F      | /                                                       | NR2F2                                    |                              | Transkirptni faktor kokošijeg ovalbuminskog uzvodnog promotera                                    |                     | retinoinska kiselina (slab)    |
| 2           | Receptori slični retinoidnom X receptoru                            | F      | /                                                       | V-erbA-srodni                            |                              |                                                                                                   |                     |                                |
| 3           | Receptori slični estrogenskom receptoru                             | A      | Estrogenski receptor                                    |                                          |                              | Estrogenski receptor-α                                                                            |                     | estrogeni                      |
| 3           | Receptori slični estrogenskom receptoru                             | A      | Estrogenski receptor                                    | Estrogenski receptor-β                   |                              |                                                                                                   |                     | estrogeni                      |
| 3           | Receptori slični estrogenskom receptoru                             | B      | Receptor srodan estrogenskom receptoru                  |                                          |                              | Receptor srodan estrogenskom receptoru α                                                          |                     |                                |
| 3           | Receptori slični estrogenskom receptoru                             | B      | Receptor srodan estrogenskom receptoru                  | Receptor srodan estrogenskom receptoru β |                              |                                                                                                   |                     |                                |
| 3           | Receptori slični estrogenskom receptoru                             | B      | Receptor srodan estrogenskom receptoru                  | Receptor srodan estrogenskom receptoru γ |                              |                                                                                                   |                     |                                |
| 3           | Receptori slični estrogenskom receptoru                             | C      | 3-Ketosteroidni receptori                               |                                          |                              | Glukokortikoidni receptor                                                                         |                     | kortizol                       |
| 3           | Receptori slični estrogenskom receptoru                             | C      | 3-Ketosteroidni receptori                               |                                          |                              | Mineralokortikoidni receptor                                                                      |                     | aldosteron                     |
| 3           | Receptori slični estrogenskom receptoru                             | C      | 3-Ketosteroidni receptori                               |                                          |                              | Progesteronski receptor                                                                           |                     | progesteron                    |
| 3           | Receptori slični estrogenskom receptoru                             | C      | 3-Ketosteroidni receptori                               |                                          |                              | Androgeni receptor                                                                                |                     | testosteron                    |
| 4           | Receptori slični nervnom faktoru rasta                              | A      |                                                         |                                          |                              | Nervni faktor rasta                                                                               |                     |                                |
| 4           | Receptori slični nervnom faktoru rasta                              | A      | Protein srodan nuklear receptoru 1                      |                                          |                              |                                                                                                   |                     |                                |
| 4           | Receptori slični nervnom faktoru rasta                              | A      | Neuronski derivat orfan receptor 1                      |                                          |                              |                                                                                                   |                     |                                |
| 5           | Receptori slični steroidogenom faktoru                              | A      |                                                         | NR5A1                                    | SF1                          | Steroidogeni faktor 1                                                                             |                     | fosfatidilinozitoli            |
| 5           | Receptori slični steroidogenom faktoru                              | A      |                                                         |                                          | Homolog jetrenog receptora-1 |                                                                                                   | fosfatidilinozitoli |                                |
| 5           | Receptori slični steroidogenom faktoru                              | B      | -sličan                                                 | [ 44 ]                                   |                              | Nuklearni hormonski receptor beta                                                                 |                     |                                |
| 6           | Receptori slični nuklearnom faktoru ćelija zametka                  | A      |                                                         |                                          |                              | Nuklearni faktor ćelija zametka                                                                   |                     |                                |
| 7           | NRi sa dva DNK vezujuća domena (pljosnati crvi, mekušci, zglavkari) | A      |                                                         |                                          |                              |                                                                                                   |                     |                                |
| 7           | NRi sa dva DNK vezujuća domena (pljosnati crvi, mekušci, zglavkari) | B      |                                                         |                                          |                              |                                                                                                   |                     |                                |
| 7           | NRi sa dva DNK vezujuća domena (pljosnati crvi, mekušci, zglavkari) | C      |                                                         |                                          |                              | zglavkarski „α/β”                                                                                 |                     |                                |
| 8           | (Eumetazoa; izbubljen kod ljudi)                                    | A      |                                                         |                                          |                              | Nuklearni receptor 8                                                                              |                     |                                |
| 0           | Razni (nedostaje im bilo LBD ili DBD)                               | A      | (zglavkari)                                             |                                          |                              | Protein zigotnog zazora                                                                           |                     |                                |
| 0           | Razni (nedostaje im bilo LBD ili DBD)                               | B      |                                                         |                                          |                              | Dozno senzitivni seksualni preokret, kritični region adrenalne hipoplazije, na hromozomu X, gen 1 |                     |                                |
| 0           | Razni (nedostaje im bilo LBD ili DBD)                               | B      | Mali heterodimerni partner                              |                                          |                              |                                                                                                   |                     |                                |

Od dve 0-porodice, 0A ima porodici 1 sličan DBD, a 0B ima vrlo jedinstven LBD. Drugi DBD porodice 7 verovatno je povezan sa DBD-om porodice 1. Tri nuklearna receptora, koji su verovatno iz porodice, iz Biomphalaria glabrata poseduju DBD zajedno sa LBD-om nalik na onaj iz porodice 0B. Pozicija nhr-1 (Q21878) iz vrste C. elegans je sporna: iako ga većina izvora navodi kao NR1K1, manuelna anotacija u bazi podataka WormBase navodi da je član NR2A. Nekada je postojala grupa 2D u kojoj je jedini član bio HR78/NR1D1 (Q24142) iz Drosophilia i njegovi ortolozi, ali je kasnije spojena u grupu 2C zbog velike sličnosti, formirajući „grupu 2C/D”. Studije nokauta na miševima i voćnim mušicama podržavaju tako sjedinjenu grupu.

## Evolucija
Već dugi niz godina, identitet predačkog nuklearnog receptora kao ligand-vezujućeg ili orfan receptora je aktuelna tema rasprave. Ova debata je započela pre više od dvadeset pet godina kada su prvi ligandi identifikovani kao steroidni i tiroidni hormoni sisara. Ubrzo nakon toga, identifikacijom receptora za ekdizon u pripadnicima roda Drosophila uvedena je ideja da su nuklearni receptori hormonski receptori koji vezuju ligande s nanomolarnim afinitetom. U to vreme, tri poznata liganda nuklearnih receptora bili su steroidi, retinoidi i hormon štitne žlezde, a od ta tri, steroidi i retinoidi su proizvodi metabolizma terpenoida. Stoga je postavljeno je da je predački receptor bio ligandovan terpenoidnim molekulom.
Godine 1992, poređenje DNK-vezujućih domena svih poznatih nuklearnih receptora dovelo je do stvaranja filogenetskog stabla nuklearnih receptora koje je ukazivalo na to da svi nuklearni receptori imaju zajedničkog pretka. Kao rezultat, došlo je do pojačanog napora na otkrivanju stanja prvog nuklearnog receptora, i do 1997. godine sugerisana je alternativna hipoteza: predački nuklearni receptor je bio orfan receptor i on je vremenom stekao sposobnost vezanja liganda. Ova hipoteza je predložena na osnovu sledećih argumenata:
- Sekvence nuklearnih receptora koje su identifikovane kod najranijih metazoana (žarnjaka i Schistosoma) sve su bile članovi COUP-TF, RXR i FTZ-F1 grupa receptora. COUP-TF i FTZ-F1 su orfanski receptori, a za RXR je pronađeno da vezuju ligand samo kod kičmenjaka.[58]
- Dok orfanski receptori imaju poznavate zglavkarske homologe, nisu poznati ortolozi kičmenjačkih receptora sa ligandima, što sugeriše da su orfanski receptori stariji od receptora sa ligandima.[59]
- Orfanski receptori se nalaze među svih šest podfamilija nuklearnih receptora, dok se receptori koji zavise od liganda nalaze među tri.[7] Stoga se smatra da su receptori zavisni od liganda pretežno članovi nedavnih podgrupa, i izgleda logično da su oni nezavisno stekli sposobnost vezivanja liganda.
- Filogenetski položaj datog nuklearnog receptora unutar tri stabla je u korelaciji sa njegovim domenom vezivanja DNK i sposobnostima dimerizacije, ali ne postoji utvrđena veza između nuklearnog receptora koji zavisi od liganda i hemijske prirode njegovog liganda. Pored toga, evolucioni odnosi između receptora zavisnih od liganda nisu uspostavljeni, jer usko srodne receptorske podfamilije vezuju ligande koji potiču iz potpuno različitih biosintetskih puteva (npr. TR i RAR). S druge strane, podfamilije koje nisu evolucijski povezane vezuju slične ligande (RAR i RXR vezuju sve-trans i 9-cis retinoinske kiseline, respektivno).[59]
- Godine 1997, otkriveno je da nuklearni receptori ne postoje u statički isključenim i uključenim konformacijama, već da ligand može izmeniti ravnotežu između dva stanja. Osim toga, otkriveno je da se nuklearni receptori mogu regulisati na način nezavistan od liganda, bilo fosforilacijom ili drugim posttranslacionim modifikacijama. Stoga, to pruža mehanizam kako su predački orfanski receptori regulisani u maniru nezavisnom od liganda.[59]

Tokom sledećih 10 godina sprovedeni su eksperimenti za ispitivanje ove hipoteze i uskoro su se pojavili kontraargumenti:
- Nuklearni receptori su identifikovani u novo-sekvenciranom genomu demosunđera Amphimedon queenslandica, člana Porifera, najstarijeg metazoanskog razdela. Genom A. queenslandica sadrži dva nuklearna receptora poznata kao AqNR1 i AqNR2, i za oba je utvrđeno da vezuju i da su regulisani ligandima.[60]
- Pronađeni su homolozi kičmenjačkih receptora zavisnih od liganda izvan kičmenjaka u mekušcima i Platyhelminthes. Nadalje, otkriveno je da nuklearni receptori u žarnjacima imaju strukturne ligande kod sisara, koji mogu da odražavaju predačku situaciju.
- Pronađena su dva moguća orfanska receptora, HNF4 i USP, analizom strukturne i masene spektrometrije, koji vezuju masne kiseline i fosfolipide, respektivno.[49]
- Otkriveno je da su nuklearni receptori i ligandi mnogo manje specifični nego što se ranije mislilo. Retinoidi mogu da se vežu za receptore sisara koji nisu RAR i RXR, kao što su PPAR, RORb, ili COUP-TFII. Pored toga, RXR je osetljiv na širok spektar molekula, uključujući retinoide, masne kiseline i fosfolipide.[61]
- Studija evolucije steroidnih receptora otkrila je da su predački steroidni receptori mogli da vežu ligand, estradiol. Suprotno tome, estrogenski receptor koji se nalazi u mekušacima je konstitutivno aktivan i ne vezuje hormone srodne sa estrogenom. Stoga je ovo pružilo primer kako predački receptor koji zavisi od liganda može da izgubiti sposobnost vezanja liganda.[62]

Kombinacija ovih nedavnih dokaza, kao i iscrpno proučavanje fizičke strukture domena vezivanja nuklearnih receptora, doveli su do nastanka nove hipoteze u pogledu predačkog stanja nuklearnog receptora. Ova hipoteza sugeriše da je predački receptor možda delovao kao lipidni senzor sa sposobnošću da veže, iako prilično slabo, nekoliko različitih hidrofobnih molekula kao što su retinoidi, steroidi, hem molekuli i masne kiseline. Svojom sposobnošću da formira interakcije sa različitim jedinjenjima, ovaj receptor putem duplikacije, bi bilo izgubio svoju sposobnost aktiviranja ligandima ili bi se specijalizovao u visoko specifični receptor za određeni molekul.

## Istorija
U nastavku je kratak izbor ključnih događaja u istoriji istraživanja nuklearnih receptora.
- 1905 – Ernest Starling je skovao reč hormon
- 1926 – Edvard Kalvin Kendal i Tadeus Rejhštajn su izolovali i odredili strukture kortizona i tiroksina
- 1929 – Adolf Butenant i Edvard Adelbert Doјzi su nezavisno izolovali i odredili strukturu estrogena
- 1958 – Elvud Džensen je izolovao estrogenski receptor
- 1980e – kloniniranje estrogenskog, glukokortikoidnog i tiroidnog hormonskog receptora od strane Pjer Čambona, Ronald Evansa, i Bjorn Venstroma respektivno
- 2004 – Pjer Čambon, Ronald Evans, i Elvud Džensen su nagrađeni Albert Laskerovom nagradom za bazična medicinska istraživanja, nagradom koja ćesto prethodi Nobelovoj nagradi za medicinu

## Spoljašnje veze
- Nuclear+Receptors на 
- Vincent Laudet (2006). „The IUPHAR Compendium of the Pharmacology and Classification of the Nuclear Receptor Superfamily 2006E”. Nuclear Receptor Compendium. The International Union of Basic and Clinical Pharmacology. Архивирано из оригинала 02. 04. 2015. г. Приступљено 21. 2. 2008.
- „Nuclear Receptor online journal”. Home page. published by BioMed Central (no longer accepting submissions since May 2007). Приступљено 21. 2. 2008.
- „Nuclear Receptor Resource”. Georgetown University. Архивирано из оригинала 11. 5. 2008. г. Приступљено 21. 2. 2008.
- „Nuclear Receptor Signaling Atlas (Receptors, Coactivators, Corepressors and Ligands)”. The NURSA Consortium. Архивирано из оригинала 29. 08. 2007. г. Приступљено 21. 2. 2008. „an NIH-funded research consortium and database; includes open-access PubMed-indexed journal, Nuclear Receptor Signaling'”
- „Nuclear Receptor Resource”. Jack Vanden Heuvel. Архивирано из оригинала 25. 02. 2010. г. Приступљено 21. 9. 2009.